# Castrop

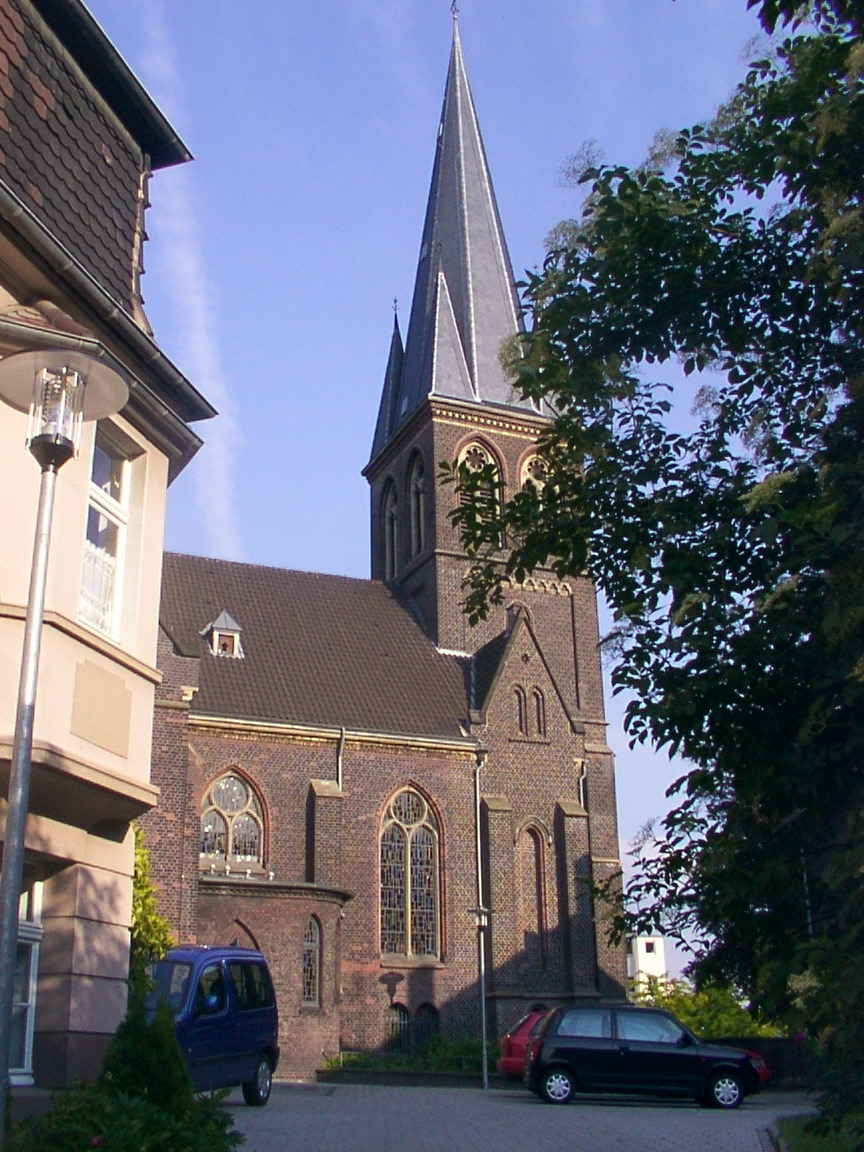
Die Lutherkirche in Castrop

Die Ortschaft Castrop ['kas.tʀɔp] ist seit dem 1. April 1926 ein Stadtteil von Castrop-Rauxel im Kreis Recklinghausen in Nordrhein-Westfalen. Die Ortschaft hatte am 31. Dezember 2024 8.515 Einwohner.

## Geschichte
Der Ortsname lässt sich aus den Wörtern trop/torp für Dorf und chasto/kast für Speicher als „Dorf am Speicher“ herleiten. 
 Der älteste urkundliche Beleg für den Namen stammt aus dem Jahr 834, Castrop wurde als Villa Castorpe bezeichnet.
Castrop wurde 1470 vom Herzog von Kleve in der Grafschaft Mark zur Freiheit erhoben. In der Frühen Neuzeit war Castrop einer der Wohnorte jüdischer Familien, die sich als Händler an Markttagen und in Geschäftsangelegenheit tagsüber in Dortmund aufhalten, jedoch nicht dort wohnen durften, sondern die Stadt verlassen und nach Castrop zurückkehren mussten, bevor abends die Dortmunder Stadttore schlossen.
Nach der Niederlage Preußens gegen Napoleon wurde Castrop 1808 eine Mairie im Ruhrdepartement. Ab 1815 war Castrop eine Bürgermeisterei bzw. ein Amt in der preußischen Provinz Westfalen. Das Amt Castrop umfasste zeitweise Orte von Sodingen, Holthausen und Börnig (heute Stadt Herne) bis Mengede, Schwieringhausen und Deusen (heute Stadt Dortmund). Es wurde 1902 aufgelöst. 
Aus den Ortschaften Castrop, Obercastrop und Behringhausen entstand am 1. April 1902 die Stadt Castrop. Am 1. April 1926 wurde die Stadt Castrop mit den Gemeinden Rauxel, Bövinghausen bei Castrop, Frohlinde, Merklinde, Habinghorst (bis dahin Amt Rauxel), Bladenhorst, Pöppinghausen (bis dahin Amt Bladenhorst), Teilen Deininghausens, Dingen und Ickern (bis dahin Amt Mengede) zur neuen Stadt Castrop-Rauxel zusammengelegt. Am 1. April 1928 wurde auch der Rest von Deininghausen in die neue Stadt eingemeindet.

## Bedienung ÖPNV
In diesem Stadtteil befindet sich der zentrale Busbahnhof am Münsterplatz von Castrop-Rauxel und in dessen Nachbarschaft der Haltepunkt Castrop-Rauxel Süd, wo die Regionalbahnlinie RB 43 hält.
| Linie | Verlauf | Takt   | Betreiber |
| ----- | --- | ------ | --------- |
| RB 43 | Emschertal-Bahn: Dorsten – Feldhausen – Gladbeck-Zweckel – Gladbeck Ost – Gelsenkirchen-Buer Süd – Gelsenkirchen Zoo – Wanne-Eickel Hbf – Herne – Herne-Börnig – Castrop-Rauxel Süd – Castrop-Rauxel-Merklinde – Dortmund-Bövinghausen – Dortmund-Lütgendortmund Nord – Dortmund-Marten – Dortmund-Rahm – Dortmund-Huckarde Nord – Dortmund Hbf Stand: Fahrplanwechsel Dezember 2021 | 60 min | DB Regio  |

| Linie | Verlauf | Takt (Mo–Fr)                                          | Betreiber |
| ----- | --- | ----------------------------------------------------- | --------- |
| SB22  | Datteln Bus Bf – Beisenkampsiedlung – Hagem Vestische Kinderklinik – Dümmer Böckenheckstr. – Meckinghoven Neuer Weg – Datteln Bf – Henrichenburg – Habinghorst – Castrop-Rauxel Hbf – Europaplatz – Castrop Münsterplatz | 30 min                                                | Vestische |
| 237   | Recklinghausen Hbf – Hillen – Hillerheide – Röllinghausen – König Ludwig – Herne, Pantringshof – Castrop-Rauxel-Pöppinghausen – Habinghorst – Castrop-Rauxel Hbf – Europaplatz – Castrop Münsterplatz | 60 min                                                | Vestische |
| 311   | Herne Zechenring – Horsthausen – Herne Bf – Herne Mitte – Archäologie-Museum/Kreuzkirche – Am Stadtgarten – Akademie Mont-Cenis – Börnig – (Schadenburgstr./Börnig Bf – Teutoburgia) / Realschule Sodingen – Holthausen – Castrop Münsterplatz                                                                                            | 20 min                                                | HCR       |
| 324   | Castrop Münsterplatz – Holthausen Süd (Friedhof) – Sodingen Mitte – Akademie Mont-Cenis – Gysenbergpark/LAGO – Ostbachtal – Archäologie-Museum/Kreuzkirche – Herne Mitte – Herne Bf Fahrten ab Herne Mitte montags bis freitags als Linie 321 und samstags als Linie 351 in Richtung Herne Bf                                             | 30 min                                                | HCR       |
| 341   | Castrop Münsterplatz – Markt – Hochstr. – Neuroder Platz – Schwerin Seniorenheim | 60 min                                                | HCR       |
| 347   | Castrop Münsterplatz – Holzstr. – Europaplatz – Rauxel Evangelisches Krankenhaus | 60 min                                                | HCR       |
| 351   | Herne Mitte – Herne Bf – Vinckestr. – Börnig – Schadenburgstr./Börnig Bf – Teutoburgia – Holthausen – Castrop Gewerbegebiet Westring – Castrop-Rauxel-Behringhausen – Castrop Münsterplatz | 30 min                                                | HCR       |
| 353   | Castrop Münsterplatz – Bochum-Gerthe – Hiltrop – Grumme – Bochum Rathaus – Bochum Hbf – Oskar-Hoffmann-Str. – Schauspielhaus – Wiemelhausen – Weitmar | 30 min                                                | Bogestra  |
| 361   | DO-Mengede – Nette/Oestrich – Castrop-Dingen – Deininghausen – Castrop Münsterplatz | 60 min (Mengede–Deiningh.) 30 min (Deiningh.–Castrop) | HCR       |
| 364   | Sportplatz Papenholz – Bochum-Langendreer West – Werne Amt – Ruhr-Park – Kirchharpen – Gerthe Mitte – Castrop-Rauxel-Merklinde – Castrop Münsterplatz | 30 min                                                | Bogestra  |
| 378   | Querenburg, Ruhr-Universität – Langendreer Markt – Bochum-Langendreer – Dortmund-Lütgendortmund – Bövinghausen – Castrop-Rauxel-Merklinde – Castrop Münsterplatz | 30 min                                                | Bogestra  |
| 480   | Ickern Nord – Ickern – Habinghorst – Castrop-Rauxel Hbf – Europaplatz – Münsterplatz – Schwerin – Frohlinde – DO-Kirchlinde Zentrum – DO-Marten Süd S | 20 min                                                | DSW21     |
| 481   | Becklem – Henrichenburg – Hagenstr. – Habinghorst Friedhof – Castrop-Rauxel Hbf – Waldfriedhof – Europaplatz – Evangelisches Krankenhaus – Castrop Betriebshof – Münsterplatz sonntags verkehrt die Linie nur im Abschnitt zwischen Henrichenburg Mitte und Evangelisches Krankenhaus                                                     | 60 min                                                | DSW21     |
| 482   | Schwerin Seniorenheim – Münsterplatz – Europaplatz – Castrop-Rauxel Hbf – Habinghorst – Aapwiesen – Ickern – Lerchenstr. – DO-Brüninghausen – DO-Mengede Bahnhof im Abendverkehr nur zwischen Münsterplatz und Ickern Markt | 20 min                                                | DSW21     |
| NE11  | Ringlinie: Ickern Markt – Aapwiesen – Henrichenburg – Habinghorst – Castrop-Rauxel Hbf – Europaplatz – Münsterplatz – Schwerin – Frohlinde – DO-Kirchlinde Zentrum – Dortmund Reinoldikirche – Kirchlinde Zentrum – CAS-Frohlinde – Schwerin – Münsterplatz – Europaplatz – Castrop-Rauxel Hbf – Habinghorst – Lerchenstr. – Ickern Markt | 60 min                                                | DSW21     |